# كارلو جنكه
كارلو جنكه (بالإنجليزية: Carlo Janka)‏ (ولد في 15 أكتوبر 1986  م) هو متزلج جبال سويسري، شارك في الألعاب الأولمبية الشتوية 2010، والألعاب الأولمبية الشتوية 2014، وAlpine skiing at the 2010 Winter Olympics – Men's giant slalom ‏.

## جوائز
حصل على جوائز منها:
- جائزة المتزلج الذهبي  [لغات أخرى]‏ (2010).

## روابط خارجية
- كارلو جنكه على موقع الاتحاد الدولي للتزلج (التزلج على المنحدرات الثلجية) (الإنجليزية)
- كارلو جنكه على موقع اللجنة الأولمبية الدولية (الإنجليزية)
- كارلو جنكه على موقع أوليمبيديا (الإنجليزية)